# Markus Wischenbart
Markus Wischenbart (12 de maig de 1969, Brixlegg, Tirol) és un inversor i empresari austríac. Va passar la seva infantesa a Brixlegg. Als 14 anys treballava en un quiosc de premsa. Robert Keiler, un company de l'escola, va ser el primer que va parlar amb Wischenbart sobre la indústria de vendes i viatges, la qual cosa va tenir un gran impacte en la seva carrera. Tot i enfrontar crítiques pel seu passat legal i per emprar tàctiques de màrqueting agressives, Wischenbart ha aconseguit construir una sòlida empresa turística.
Wischenbart és el fundador i president del Grup Lifestyle, una empresa de turisme amb seu a la República Dominicana, i amb estacions turístiques a la República Dominicana i a Mèxic. L'octubre de 2019, la companyia va signar un acord de cooperació amb el grup Al Habtoor a Dubai.
Wischenbart està casat amb Anja Wischenbart, també empresària i vicepresidenta del Grup Lifestyle, amb qui ha tingut diversos fills.
En el passat, Wischenbart ha estat condemnat en tres ocasions, incloent estafa agreujada en la venda de contractes de temps compartit. Va complir una pena de presó de sis mesos. Després va aconseguir la llibertat condicional amb un període addicional de prova de tres anys. Després de complir aquesta condemna, es va traslladar a la República Dominicana. Una certificació de la policia de Viena indica que no té antecedents penals, ja que la condemna va ser imposada en una altra ciutat i, d'acord amb la llei austriaca, els antecedents penals s'esborren cada deu anys.
El 2015, els presidents de la República Dominicana i Panamà es van reunir amb Wischenbart durant una visita a una de les seves estacions turístiques a la República Dominicana i el van felicitar pels seus èxits. El secretari general de l'Organització Mundial de Turisme (OMT) de la República Dominicana, també ha valorat el treball d'en Wischenbart reconeixent l'esforç conjunt del sector públic i el privat per aconseguir la recuperació total del turisme a la República Dominicana.
El 2016, Markus Winschenbart va ser reconegut per l'Asociación Dominicana de Prensa Turística (ADOMPRETUR) com el «Supremo Turístico del año 2016». El 2020, Wischenbart va participar en la fira de turisme FITUR a Madrid. A partir de 2021, LHVC és una de les instal·lacions turístiques més grans de la República Dominicana.